# Аліпій (Козолій)
Митрополит Аліпій (в миру Анатолій Васильович Козолій; 27 жовтня 1971, село Калинівка, Васильківський район, Київська область — 16 листопада 2021)  — єпископ Російської православної церкви; архієрей Української православної церкви (Московського патріархату), з 14 лютого 2010 по 16 листопада 2021 року керував Джанкойською і Роздольненською єпархією Української православної церкви (Московського патріархату). З березня 2014 до листопада 2021 року служив в умовах російської окупації.

## Життєпис
Народився 27 жовтня 1971 в селі Калинівка Васильківського району Київської області в родині робітників.
- 1988 закінчив середню школу № 49 в Києві.

- 1989 відбував службу в радянській армії.

- 1991 поступив до Одеської духовної семінарії.

- 11 вересня 1993 пострижений в монахи.

- 26 вересня 1993 архієпископом Сімферопольським та Кримським Лазарем рукопокладений в ієродіакони, а з 3 жовтня  — в ієромонахи.

- 2001 закінчив Київську духовну семінарію.

- 2006 закінчив Київську духовну академію.

- 2006 возведений в сан ігумена.

- Від 2007 викладач морального богослов'я в Тавричеській духовній семінарії.

- 2009 возведений в сан архімандрита.

До архієрейської хіротонії ніс послух настоятеля храму Святої рівноапостольної Ніни просвітительки Грузії, в селищі Гаспра АРК.
9 вересня 2009 постановою Священного Синоду УПЦ позначено бути єпископом Джанкойським і Раздольненським. У той же день в Успенському соборі Свято—Успенської Почаївської Лаври відбулося наречення.
14 лютого 2010 у Трапезному храмі преподобних Антонія та Феодосія Свято-Успенської Києво-Печерської Лаври під час Божественної літургії відбулася архієрейська хіротонія, яку очолив митрополит Київський і всієї України Володимир. Йому служили: митрополит Сімферопольський та Кримський Лазар, архієпископи Бєлгородський Миколай (Грох), Житомирський та Новоград-Волинський Гурій, Вишгородський Павло, Білоцерковський та Богуславський Митрофан, єпископи: Макаровський Іларій, Яготинський Серафим (Дем'янів), Переяслав-Хмельницький Олександр, Васильківський Пантелеймон (Поворознюк).
17 серпня 2016 року возведений у сан архієпископа.
17 серпня 2019 р. возведений у сан митрополита.
Помер 16 листопада 2021 року після важкої хвороби.

## Нагороди
- 2008  — Грамота Блаженійшого митрополита Київського та всієї України.